# Zakoupne
Zakoupne (ukrainien : Закýпне, russe : Закýпное) est une commune urbaine de l'oblast de Khmelnytskyï, en Ukraine. Elle compte 1 384 habitants en 2021.